# Fondazione Rui
La Fondazione Rui (Residenze Universitarie Internazionali), Ente Morale eretto con il Decreto del Presidente della Repubblica n. 932/1959, gestisce 14 residenze universitarie in 6 città italiane (Milano, Roma, Genova, Trieste, Bologna e Verona), promuovendo iniziative di politica universitaria, studi e ricerche sul mondo della formazione italiano e internazionale.

## Mission
La mission della Fondazione Rui, attraverso i suoi collegi universitari, è quella di aiutare lo studente universitario a esprimere tutte le sue potenzialità perché possa essere un eccellente laureato e una persona di qualità, accreditandolo nel mondo del lavoro.

## Le residenze della Fondazione Rui
La Fondazione Rui gestisce 12 residenze maschili e femminili in sei città italiane:
- Roma: RUI, Porta Nevia, Celimontano;
- Milano: Torrescalla, Castelbarco, MilanoAccademia, Viscontea e Torriana;
- Bologna: Torleone;
- Trieste: Rivalto;
- Genova: Delle Peschiere e Capodifaro.

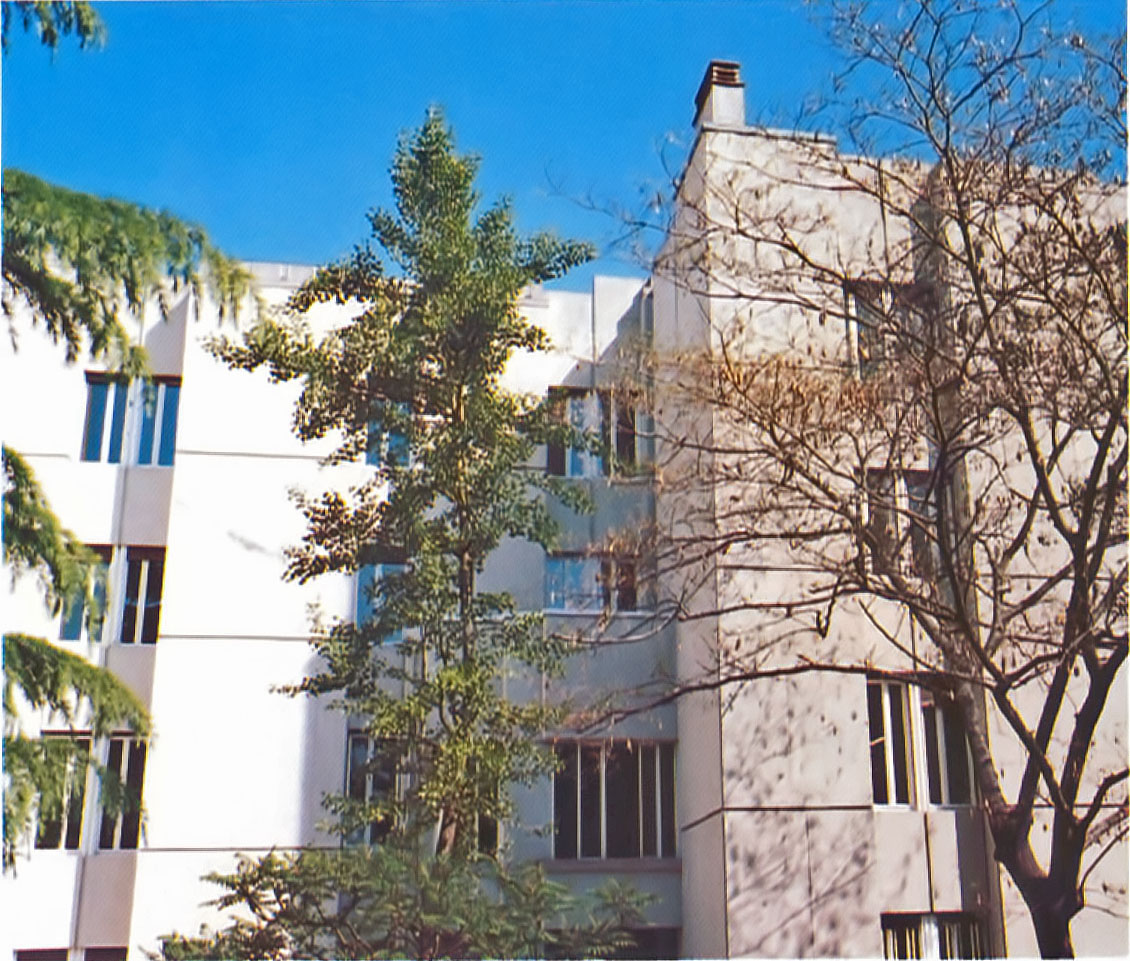
Facciata della residenza Torrescalla (Milano)

### Ospiti
In più di cinquant'anni di storia sono stati tanti gli ospiti di prestigio delle residenze della Fondazione Rui, dalla politica allo spettacolo, dal mondo del giornalismo allo sport, dall'impresa alla cultura. Tra i più importanti si ricordano:
- Aldo Moro;
- Claudio Magris;
- Karol Wojtyla;
- Giulio Andreotti;
- Francesco Cossiga;
- Indro Montanelli;
- Marcello Pera;
- Ferruccio De Bortoli;
- Carlo De Benedetti;
- Romano Prodi;
- Luciano Fontana;
- Viktor Frankl;
- Alberto Falck;
- Ettore Bernabei;
- Enrico Mentana;
- Dino Zoff;
- Edoardo Bennato;
- Antonio Tajani.

### Conferenza dei Collegi Universitari di Merito ed EUCA
I Collegi della Fondazione Rui fanno parte della CCUM - Conferenza dei Collegi Universitari di Merito, riconosciuti e accreditati dal MIUR - Ministero dell'Istruzione, dell'Università e della Ricerca. La CCUM rappresenta l'Italia in EUCA (European University College Association), l'associazione europea dei collegi di eccellenza.

## Storia della Fondazione Rui

### Gli inizi
La Fondazione Rui è stata istituita nel 1959 in concomitanza con la realizzazione e inaugurazione della prima residenza per studenti, il collegio universitario RUI (Residenza Universitaria Internazionale), progettata nel 1955 con l’obiettivo di facilitare l’integrazione socioculturale tra studenti italiani e internazionali, contribuire a realizzare il diritto allo studio nell’università italiana, favorire la formazione universitaria di giovani provenienti da Paesi africani, asiatici e latinoamericani in via di sviluppo.
All’inizio degli anni Sessanta, in Italia una buona percentuale di studenti universitari proveniva dai Paesi in via di sviluppo. Grazie alle donazioni delle maggiori imprese italiane, la Fondazione Rui poté avviare la costruzione di alcune residenze universitarie e assegnare borse di studio a studenti venuti in Italia dai Paesi in via di sviluppo che vivevano nelle sue strutture.
I settori di attività in cui la Fondazione Rui diede il suo contributo innovativo, oltre all’erogazione di borse di studio per studenti universitari provenienti da aree meno sviluppate del Paese e dai Paesi in via di sviluppo, furono i seguenti: la mobilità internazionale; l'orientamento universitario in Italia e in Europa; le ricerche sulla condizione di vita e di studio degli studenti universitari; gli eventi di formazione per studenti e docenti; il collegamento tra mondo universitario e mondo delle imprese (quello che oggi è più conosciuto con il termine di placement).

### Mobilità internazionale
Nei suoi primi dieci anni di vita, oltre a garantire oltre quattromila borse e posti di studio a studenti italiani e internazionali per effettuare studi e ricerche in Italia e all’estero, la Fondazione Rui si è impegnata a sviluppare progetti per borse di studio a studenti dei Paesi del Terzo Mondo. Il “Progetto 10” (1970-1979) aveva l’obiettivo di finanziare il percorso di studio di dieci studenti nei settori economico, medico e tecnologico.
Verso la metà degli anni Settanta, con i finanziamenti messi a disposizione dal Governo italiano attraverso il Ministero degli Esteri, la Fondazione Rui ha assegnato borse di studio a studenti residenti nei propri collegi o provenienti da altri Paesi europei, con lo scopo di favorire la mobilità per e dall’estero.
L’esperienza con i propri studenti residenti ha favorito il lancio, da parte della Fondazione Rui, di alcuni progetti di mobilità internazionale aperti anche a coloro che non frequentavano i propri Collegi. Nacquero così il progetto “3P” (1979-1993) e il progetto “PRIUS” (1983-1991). Con il progetto “3P” vennero previste borse annuali per la partecipazione ai corsi di perfezionamento e di qualificazione a favore di giovani docenti e ricercatori dell’America Latina, di età non superiore ai 26 anni e con un titolo di studio conseguito in patria o in Italia. Con “PRIUS” (PRojects Italy –United States), progetto istituito per volontà congiunta del presidente USA Ronald Reagan, dall’Ambasciata americana in Italia e da Ministero degli Esteri – Ministero della Pubblica Istruzione italiani, la Fondazione Rui ebbe il compito di gestire una prima sperimentazione di studi integrati tra università italiane e università statunitensi, ossia l’utilizzabilità dei periodi trascorsi all’estero all’interno del curriculum previsto dall’università di provenienza. Il progetto funzionò a pieno regime per cinque anni accademici (dal 1986/87 al 1990/91).
Nel 1985, definito dall’ONU come Anno Internazionale della Gioventù, la Fondazione Rui realizzò un concorso a tema per studenti della scuola secondaria (inferiore e superiore) e curò la realizzazione del volume “Radici d’Europa. Itinerari culturali europei per i giovani”, che ebbe una seconda edizione nel 1995, in occasione di un incontro dei giovani con il papa San Giovanni Paolo II a Loreto.
Nel 1989, il Consiglio d’Europa incaricò la Fondazione Rui di realizzare una guida in inglese e francese ai servizi di accoglienza degli studenti universitari in alcuni paesi europei. La guida fu intitolata Vademecum to university reception/ de l’accueil universitaire e prevedeva informazioni su Belgio, Francia, Repubblica Federale di Germania, Grecia, Santa Sede, Irlanda, Italia, Olanda, San Marino, Spagna e Regno Unito.
In mezzo a questi due eventi, venne lanciato in Italia e in Europa il programma Erasmus della Commissione europea (1987). La Fondazione Rui, attraverso il suo centro informazioni sulla mobilità universitaria (CIMEA), ebbe il compito di informare l’Italia sulle opportunità contenute nel nuovo programma. La Fondazione Rui ha avuto, dunque, un ruolo chiave nel monitoraggio dei primi anni di vita di Erasmus.

### Orientamento universitario
La Fondazione Rui ha introdotto in Italia la problematica del servizio di “orientamento” a favore degli studenti nella scelta di quali studi intraprendere dopo il diploma. Il primo corso di orientamento universitario della Fondazione Rui fu organizzato nel 1960 presso il collegio universitario Pontenavi di Verona in collaborazione con la locale Camera di commercio. Tra il 1966 e il 1970, la Fondazione Rui svolse orientamento principalmente all’interno delle proprie residenze.
Dal 1971, la Fondazione Rui iniziò a svolgere attività di orientamento universitario direttamente nelle scuole secondarie superiori, grazie ad un accordo con il Provveditorato agli Studi di Roma. Il primo liceo coinvolto in queste attività fu il “Giulio Cesare”, con la preziosa collaborazione di docenti della Sapienza Università di Roma (tra cui Giorgio Salvini, docente di Fisica e futuro ministro dell’Università e della Ricerca Scientifica e Tecnologica negli anni 1995-1996), che a turno spiegavano e presentavano la propria Facoltà in una serie di sessioni di orientamento ravvicinate. Tale formula si è ripetuta per molti anni scolastici (fino al 1987/88) in altre province italiane (Palermo, Catania, Bari, Foggia, Napoli, Brindisi, Verona, Milano, Bologna, Enna).
A partire dal 1975 il Ministero della Pubblica Istruzione affidò alla Fondazione Rui dapprima il compito di svolgere attività di ricerca nel campo dell’orientamento, in un secondo momento chiese di portare a conoscenza di tutti gli studenti l’offerta formativa delle università italiane attraverso la redazione di una serie di Guide all’Istruzione Superiore (di cui l’ultima edizione è stata pubblicata nel 2010); infine fece svolgere attività di assistenza telefonica attraverso l’affidamento della gestione di un Numero Verde per l’Orientamento (tra il 1993 e il 1995) attraverso il quale venivano date informazioni concrete ai giovani studenti in procinto di iscriversi all’università.
Contemporaneamente alle attività di orientamento per studenti, il Ministero della Pubblica Istruzione affidò (sempre a partire dal 1976) alla Fondazione Rui il compito di aggiornare i docenti delle scuole secondarie superiori sulle tematiche e le attività dell’orientamento universitario. Nacquero, così, i corsi di aggiornamento per insegnanti sulle problematiche dell’orientamento scolastico e professionale. Il primo venne realizzato nel 1977 a Formia e vide la partecipazione di 50 insegnanti: le edizioni sono proseguite per un decennio e hanno visto la partecipazione complessiva di oltre mille docenti.
Quando nel 1977 la CEE pubblicò un bando per il finanziamento di progetti per l’orientamento scolastico in grado di migliorare la preparazione dei giovani al lavoro e il passaggio alla vita attiva, la Fondazione Rui vi partecipò con un progetto che venne redatto in collaborazione con i distretti scolastici di Chieti, Lanciano e Vasto e che prevedeva un laboratorio di orientamento al quale avrebbero dovuto partecipare docenti e studenti in un circolo di formazione continua capace di incanalare le attività di studio dei giovani verso la scelta del passaggio all’università o al mondo del lavoro. Il progetto venne approvato e durò quattro anni scolastici (dal 1978/79 al 1981/82). Al progetto collaborarono anche 56 scuole secondarie inferiori e 33 scuole secondarie superiori.
Negli anni Ottanta, l’attività della Fondazione Rui sull’orientamento universitario ha avuto un impatto forte anche a livello internazionale. La Commissione europea finanziò una ricerca su tale tematica e sul counselling universitario affidandola proprio alla Fondazione Rui. La ricerca venne svolta tra il gennaio e l’ottobre del 1981 e i risultati furono pubblicati l’anno successivo all’interno del primo convegno internazionale sull’orientamento (Castel Gandolfo, 14-16 ottobre 1982). I convegni internazionali sono proseguiti nel 1985 a Parigi, nel 1988 ad Atene, nel 1991 a Berlino, nel 1994 a Barcellona e a L’Aquila nel 1997, sempre con la presenza di personale della Fondazione Rui all’interno del panel di organizzatori.
Negli anni Novanta, l’attività di orientamento universitario della Fondazione Rui si è radicalizzata nel territorio e si è in concreto tradotta nella Giornata di Orientamento Universitario (GOU), evento annuale che si svolgeva ad aprile ed era organizzata in collaborazione con le università di Milano, con il compito di mostrare una panoramica di tutta l’offerta formativa della città. Le edizioni del GOU sono state 19 (dal 1989 al 2008) e hanno avuto una presenza media di 3.500 studenti l’anno.

### Eurostudent, la ricerca sulle condizioni di vita e di studio degli studenti universitari
A partire dal 1995 la Fondazione Rui, in collaborazione con il Ministero dell’Università e della Ricerca Scientifica e Tecnologica e l’Università degli Studi di Camerino, ideò e sviluppò la prima ricerca in Italia sulle condizioni di vita e di studio degli studenti universitari, denominata Eurostudent. Tale tipo di indagine veniva già svolta in Germania e Francia da due enti di coordinamento delle politiche sui servizi agli studenti (il CNOUS – Centre National Des Œuvres Universitaires et Scolaires e il DSW – Deutsches StudentenWerk).
La prima indagine riguardò l’anno accademico 1993-1994 e fu presentata a Roma il 25 e 26 maggio 1995. Alla prima indagine ne sono seguite altre sei (1997-98, 1999-2002, 2002-2005, 2005-2008, 2008-2011 e 2012-2013). La prossima edizione (ottava indagine 2015-2018) vedrà la collaborazione dell’Università degli Studi di Pisa. L’indagine Eurostudent per l’Italia, curata dalla Fondazione Rui, è report nazionale della corrispettiva indagine europea, la cui prima edizione “pilota” è del 1997. Attualmente è in svolgimento la sesta indagine europea, dopo la pubblicazione di cinque indagini nel corso degli ultimi sedici anni (1ª edizione: 2002; 2ª edizione: 2005; 3ª edizione: 2008; 4ª edizione: 2011; 5ª edizione: 2015).

### Convegni per studenti e docenti universitari
Sin dalla sua nascita, la Fondazione Rui ha organizzato incontri di studio a livello nazionale per docenti e studenti universitari su tematiche inerenti ai grandi temi e avvenimenti della storia contemporanea. Le aree toccate sono le più diverse: dal rapporto tra Uomo e Scienza, al mondo del lavoro e della cultura, dall’Etica e l’Antropologia alla Comunicazione.

### Rapporti con il mondo delle imprese: il progettoPIÙ
Dopo l’approvazione, da parte della Comunità Europea, del progetto COMETT (Community programme for Education and Training in Technology - 1986), creato per rispondere al problema della incomunicabilità tra mondo universitario e mondo delle imprese, la Fondazione Rui si assunse la responsabilità di fungere da possibile collante fra Università e Impresa in Italia. Poco dopo l’approvazione del programma COMETT, essa diede avvio al «Progetto Impresa-Università» (PIÙ) con l’obiettivo di mettere a stretto contatto le due realtà tra loro contrapposte mediante una serie di ricerche-azioni atte a produrre cambiamenti operativi nel modo di intendere una possibile collaborazione a favore della formazione degli studenti.
La prima fase del progetto venne inaugurata con una giornata di studio sul tema «Università e Impresa, un progetto. Quale cooperazione per il sistema Italia» (Milano, Collegio Torrescalla – Fondazione Rui, 6 marzo 1987) e si concluse alla fine del 1988. I due obiettivi di questa prima fase furono: 1) l’avvio di un dialogo costruttivo, comune e operativo tra rappresentanti del mondo accademico e del mondo delle imprese; 2) il riconoscimento del ruolo svolto dalle residenze universitarie della Fondazione Rui come centri di formazione a tutto campo e come luoghi di effettiva collaborazione tra università e imprese.

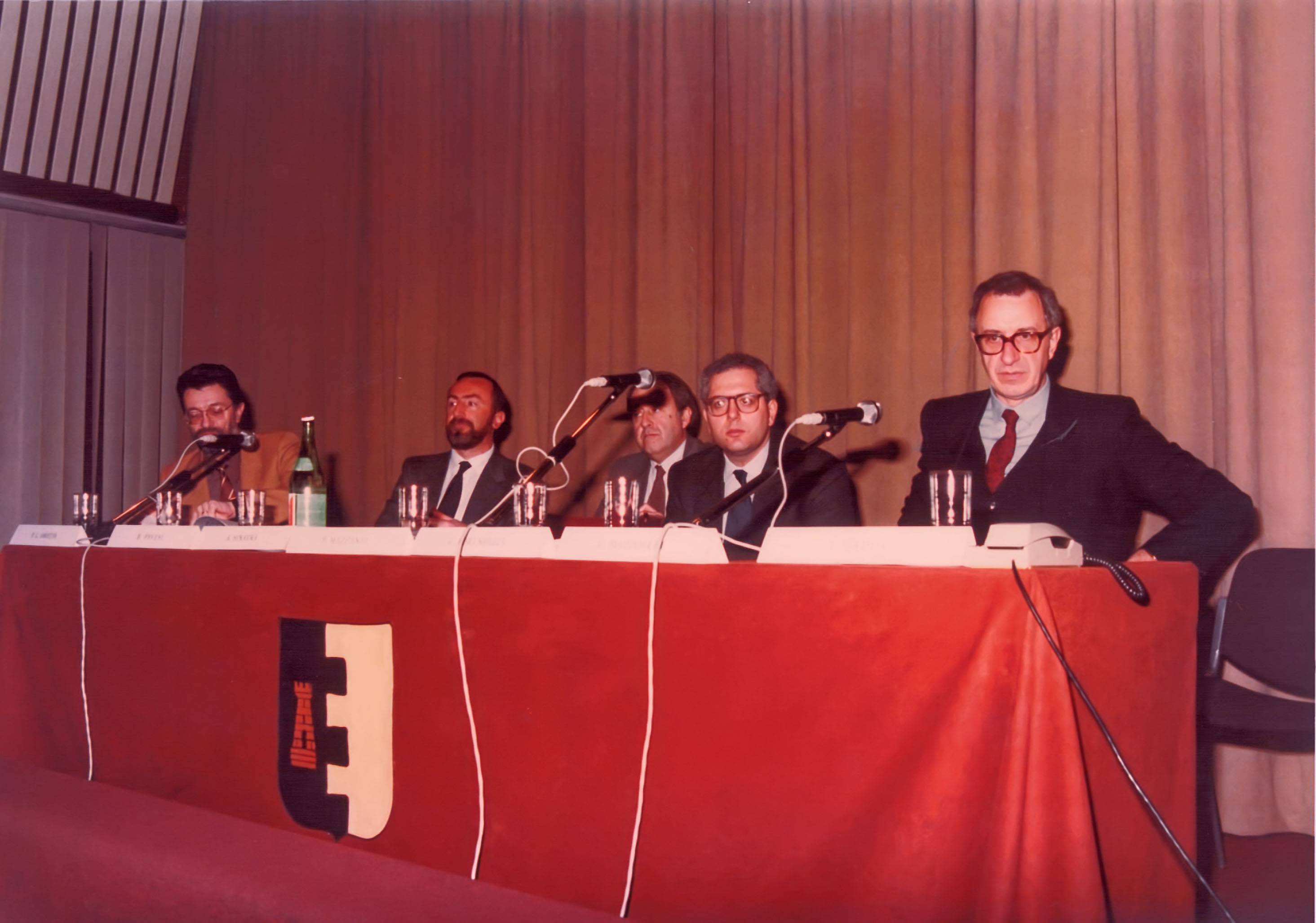
Panel dei relatori nel convegno «Università e Impresa, un progetto. Quale cooperazione per il sistema Italia» (Milano, Collegio Torrescalla – Fondazione Rui, 6 marzo 1987)

La seconda fase del progetto vide la Fondazione Rui al centro del dibattito culturale e politico principalmente a livello nazionale, ma con influenze di carattere sovranazionale. All’interno della seconda fase del progetto, la CEE patrocinò diverse ricerche sempre sul tema della cooperazione università-impresa: in tal modo lo studio italiano dei problemi alla cooperazione venne a combaciare con le ricerche e gli studi effettuati a livello internazionale. I risultati delle ricerche, condotte tra il 1988 e il 1989, confluirono nel libro “Progetto Impresa-Università. Alla ricerca della sinergia” che venne presentato durante il convegno «Impresa & Università alla ricerca della sinergia» (Milano, Collegio Torrescalla – Fondazione Rui, 19 gennaio 1990), che concluse la seconda fase del progetto. La terza fase del progetto PIÙ vide l’espansione dell’interesse per la cooperazione università-impresa anche ad altre città in cui la Fondazione Rui aveva proprie residenze universitarie.
A partire dal 1992, il progetto PIÙ intensificò la sua attività attraverso un maggior numero di corsi di formazione rivolti agli studenti residenti nei collegi della Fondazione Rui. Nel 1993 venne approvato per la prima volta un organo permanente, il CUI – Comitato Università & Impresa, con l’obiettivo di definire sempre meglio il raggio d’azione del progetto al fine di attivare interventi diretti alla formazione delle eccellenze. Primi membri del CUI furono rettori delle università italiane (Adriano Bausola – Università Cattolica, Paolo Blasi – Università di Firenze, Paolo Mantegazza – Università degli Studi di Milano, Gian Tommaso Scarascia Mugnozza – Università della Tuscia), dirigenti di varie imprese (Banca Commerciale Italiana, Kenwood, Credito Italiano, Fondazione IBM, Ideal Standard, Publitalia), e professionisti vari.
Il Comitato ha continuato la sua attività, con l’ausilio dell’esperienza pratica della Fondazione Rui, per altri cinque anni. Nell’assemblea annuale del 20 novembre 1997 venne presentata l’idea di accorpare tutte le attività svolte in maniera indipendente dai singoli collegi con una vera e propria attività di sistematizzazione dei programmi formativi in corso. Fu questo l’ultimo passaggio del progetto PIÙ che andò a confluire all’interno della Scuola di formazione universitaria integrata (SDIF), inaugurata a Milano il 13 luglio 1999.
La Fondazione Rui non ha smesso di guardare all’integrazione tra formazione accademica e formazione professionale. Essa continua a formare i propri residenti attraverso il progetto JUMP (Job-University Matching Project), avviato nel 2004 e ad oggi ancora attivo.

## Attività svolte dalla Fondazione Rui nelle proprie residenze universitarie

### Tutorato
All'interno delle residenze universitarie della Fondazione Rui è prevista - da più di quarant'anni - la figura del tutor: uno studente più grande, della stessa facoltà, che aiuta gli studenti del primo anno a fare affidamento su se stessi, affiancandoli nel passaggio dal liceo all'università, capendo come gestire i tempi, pianificare gli esami e orientarsi nel nuovo ambiente.

### Il progetto JUMP
Attivo dal 2004, JUMP (Job-University Matching Project), è un percorso di formazione che integra il sapere accademico con i contenuti e le dinamiche proprie del mondo del lavoro. Propone dei casi concreti di studio e permette agli studenti di incontrare professionisti di alto profilo in un ambiente d’intenso apprendimento, per una conoscenza più approfondita di esperienze professionali.
JUMP ha tre ambiti di sviluppo dei propri insegnamenti:
- Soft skills;
- Corsi interdisciplinari;
- Percorsi tematici.

### Volontariato
Oltre al volontariato durante l’anno, la Fondazione Rui coinvolge gli studenti universitari in campi di lavoro durante i mesi estivi in paesi del terzo mondo e in via di sviluppo. La Fondazione Rui organizza in Nicaragua, India, Guatemala, Perù e Kenya in collaborazione con ONG locali attività di volontariato finalizzate alla realizzazione di strutture e opere concrete in territori martoriati da povertà, indigenza e miseria. I work-camp nascono dal desiderio degli studenti di contribuire in maniera concreta ad alleviare i disagi delle popolazioni locali e vivere un’esperienza unica di condivisione e servizio agli altri.

### Formazione spirituale
Le residenze universitarie della Fondazione Rui sono sorte su impulso di san Josemaría Escrivá, fondatore dell’Opus Dei, il quale aveva scritto: “Gli universitari hanno bisogno di sentirsi responsabili e di vivere una sana inquietudine per i problemi di tutti, e di essere animati da un senso di generosità che li spinga ad affrontare questi problemi e a collaborare alla loro soluzione. […] L’università non deve formare uomini che poi si dedichino a godere egoisticamente dei benefici ottenuti con gli studi, ma deve prepararli a un lavoro di generoso appoggio al prossimo, di fraternità cristiana”.
All’interno delle residenze gli studenti sono liberi di ricevere anche formazione di carattere spirituale, affidata a sacerdoti e membri laici della Prelatura dell’Opus Dei, istituzione della Chiesa cattolica la cui spiritualità è incentrata sulla santificazione del lavoro professionale e dei doveri quotidiani del cristiano.